# تبوعسيت آيت بن صالح (أولاد سي بولغيت)
تبوعسيت آيت بن صالح هو دُوَّار يقع بجماعة سيدي عيسى بن سليمان، إقليم قلعة السراغنة، جهة مراكش آسفي في المملكة المغربية. ينتمي الدوّار لمشيخة أولاد سي بولغيت التي تضم 10 دواوير. يقدر عدد سكانه بـ 273 نسمة حسب الإحصاء الرسمي للسكان والسكنى لسنة 2004.

## روابط خارجية
- البوابة الوطنية للجماعات الترابية نسخة محفوظة 12 مارس 2018 على موقع واي باك مشين.
- المندوبية السامية للتخطيط